# Idade das trevas

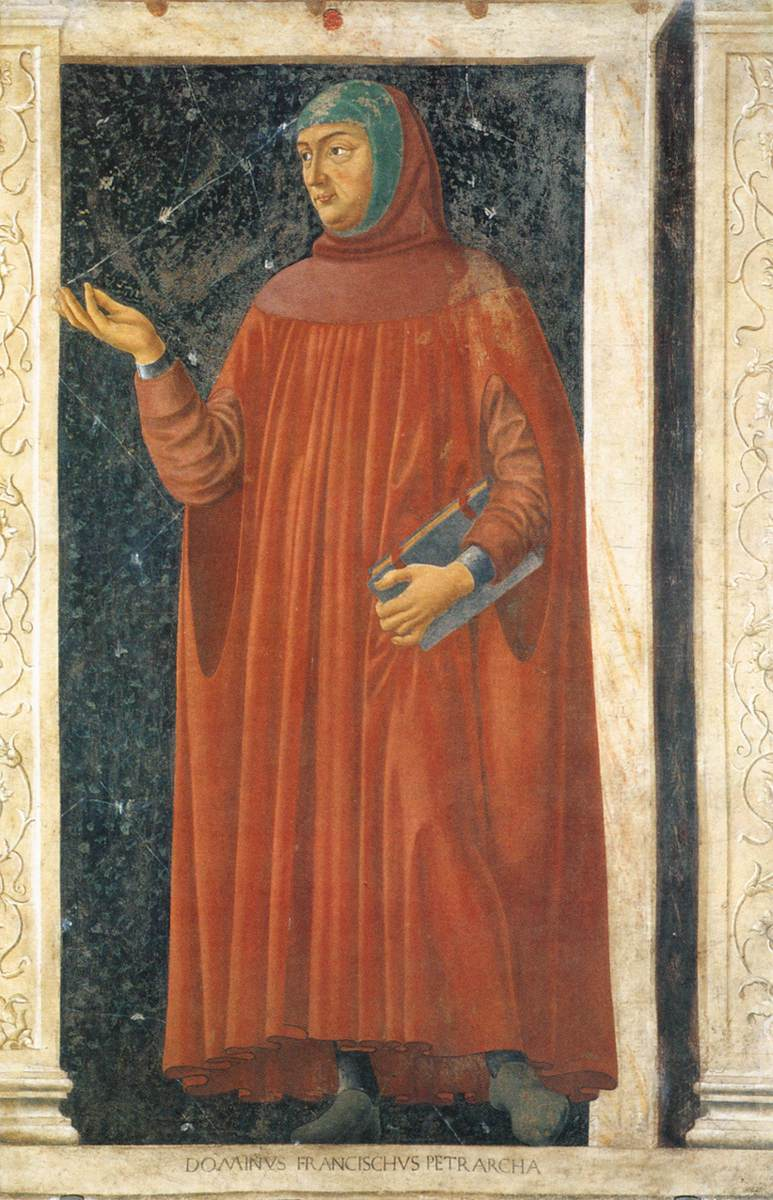
Francesco Petrarca, que concebeu a ideia de uma "Idade das trevas" Europeia. Da pintura "Ciclo dos Homens e Mulheres Famosos", Andrea di Bartolo di Bargilla, c. 1450

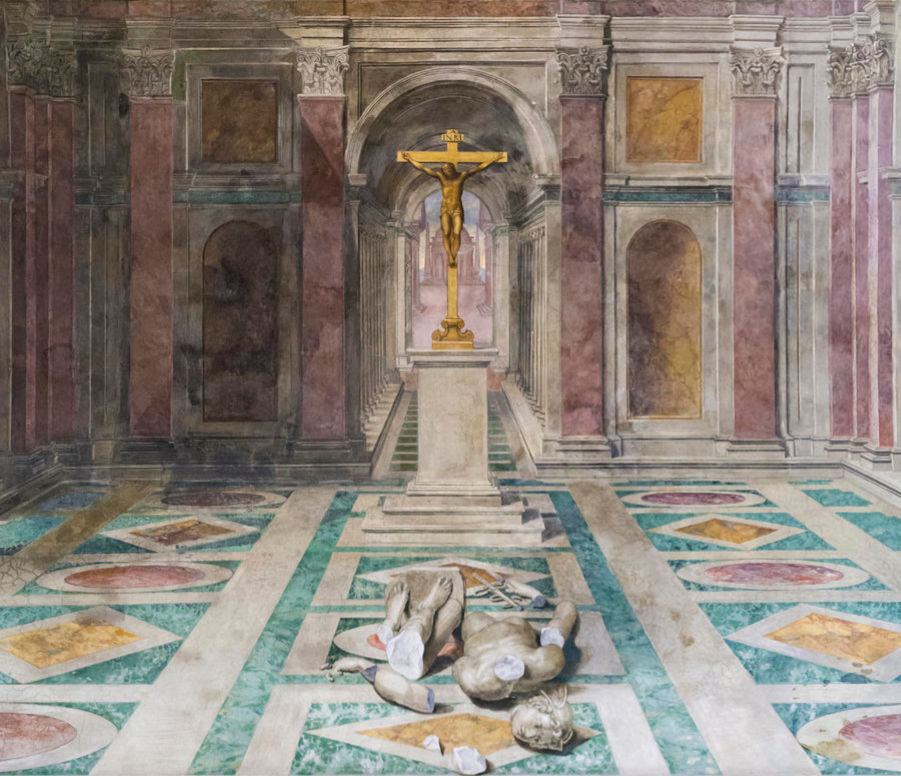
O Triunfo do Cristianismo de Tommaso Laureti (1530-1602), pintura de teto das Salas de Rafael, no Palácio Apostólico da Cidade do Vaticano. Imagens como esta celebram o triunfo do cristianismo sobre o paganismo da Antiguidade.

A Idade das Trevas é uma periodização histórica que enfatiza as deteriorações demográficas, culturais e econômicas que ocorreram na Europa consequentes ao declínio do Império Romano do Ocidente. O rótulo, muitas vezes aplicado, pejorativamente, como um sinônimo da Idade Média, emprega o tradicional embate entre luz versus escuridão, contrastando este período com os períodos anteriores, Antiguidade Clássica, resgatada pelos renascentistas humanistas da Idade Moderna, e posteriores, o Século das Luzes, defendido pelos filósofos iluministas, conforme sugere o historiador Jacques Le Goff, visto que ele é caracterizado por uma escassez de escritos e registros históricos em algumas áreas da Europa, tornando-o, assim, obscuro para os historiadores. O termo "Era das Trevas" deriva do latim saeculum obscurum, originalmente aplicado por Caesar Baronius em 1602 sobre uma época tumultuada entre os séculos V e IX.

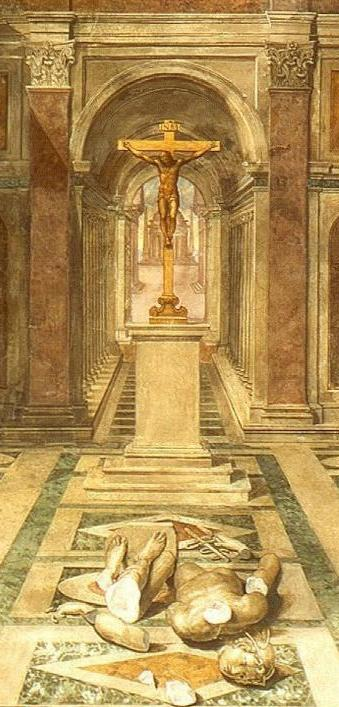
Triunfo do Cristianismo de Tommaso Laureti (1530 – 1602), pintura do teto da Sala di Constantino, Palácio do Vaticano. Imagens como esta celebram o triunfo do cristianismo sobre o paganismo da Antiguidade.

## História
A ideia de uma Idade das Trevas teve origem com o estudioso toscano Petrarca na década de 1330. Escrevendo sobre o passado, relata: “Em meio aos erros brilharam homens de génio; não menos aguçados eram os seus olhos, embora estivessem cercados pela escuridão e pela densa penumbra”. Os escritores cristãos, incluindo o próprio Petrarca, utilizaram durante muito tempo metáforas tradicionais de 'luz vs escuridão' para descrever 'bem vs mal'. Petrarca foi o primeiro a dar à metáfora um significado secular, invertendo a sua aplicabilidade. A antiguidade clássica passa a ser vista por Petrarca, por tanto tempo considerada uma era "negra" pela ausência do cristianismo, como uma "luz" para as suas conquistas culturais, enquanto a própria época de Petrarca, supostamente carente de tais conquistas culturais, era vista como a era das trevas.
Da sua perspectiva sobre a península Itálica, Petrarca via o período romano e a antiguidade clássica como uma expressão de grandeza. Petrarca passou grande parte do tempo a viajar pela Europa, redescobrindo e republicando textos clássicos em latim e grego . Queria restaurar a antiga pureza da língua latina. Os humanistas do Renascimento viam os 900 anos anteriores como um período estagnado, com a história a desenrolar-se não ao longo do esboço religioso das Seis Eras do Mundo de Santo Agostinho, mas em termos culturais (ou seculares) por meio do desenvolvimento progressivo de ideais clássicos, literatura e arte.